# Землеустройство в России
В Российской Федерации понятие землеустро̀йство включает в себя мероприятия по изучению состояния земель, планированию и организации рационального использования земель и их охраны, описанию местоположения и (или) установлению на местности границ объектов землеустройства, организации рационального использования гражданами и юридическими лицами земельных участков для осуществления сельскохозяйственного производства, а также по организации территорий, используемых общинами коренных малочисленных народов Севера, Сибири и Дальнего Востока Российской Федерации и лицами, относящимися к коренным малочисленным народам Севера, Сибири и Дальнего Востока Российской Федерации, для обеспечения их традиционного образа жизни (внутрихозяйственное землеустройство). Вопросы землеустройства в России регулируются Земельным кодексом Российской Федерации и соответствующими Федеральными законами РФ.
Объектами землеустройства являются территории субъектов Российской Федерации, территории муниципальных образований, территории населённых пунктов, территориальные зоны, зоны с особыми условиями использования территорий, а также части указанных территорий и зон.
По результатам проведения землеустройства формируется землеустроительная документация. Существует несколько видов землеустроительной документации:
- генеральная схема землеустройства территории Российской Федерации, схема землеустройства территорий субъектов Российской Федерации, схема землеустройства муниципальных образований, схема использования и охраны земель;
- карта (план) объекта землеустройства;
- проект внутрихозяйственного землеустройства;
- проекты улучшения сельскохозяйственных угодий, освоения новых земель, рекультивации нарушенных земель, защиты земель от эрозии, селей, подтопления, заболачивания, вторичного засоления, иссушения, уплотнения, загрязнения отходами производства и потребления, радиоактивными и химическими веществами, заражения и других негативных воздействий;
- материалы почвенных, геоботанических и других обследований и изысканий, оценки качества земель, инвентаризации земель;
- тематические карты и атласы состояния и использования земель. Федеральными законами и иными нормативными правовыми актами Российской Федерации, а также законами и иными нормативными правовыми актами субъектов Российской Федерации могут устанавливаться другие виды землеустроительной документации.